# Sayyida al-Hurra
ʿĀʾisha (o Fāṭima) bint Banī Rāshid, al-Manẓarī, al-Waṭṭāsī (più semplicemente nota come al-Sayyida al-Ḥurra (in arabo  السيدة الحرة‎?) o Sitt al-Ḥurra (in arabo ﺳﺖ الحرة‎?); Chefchaouen, 1485 – Tétouan, dopo il 1542) è considerata come "una delle più importanti figure femminili del mondo islamico occidentale in età moderna".

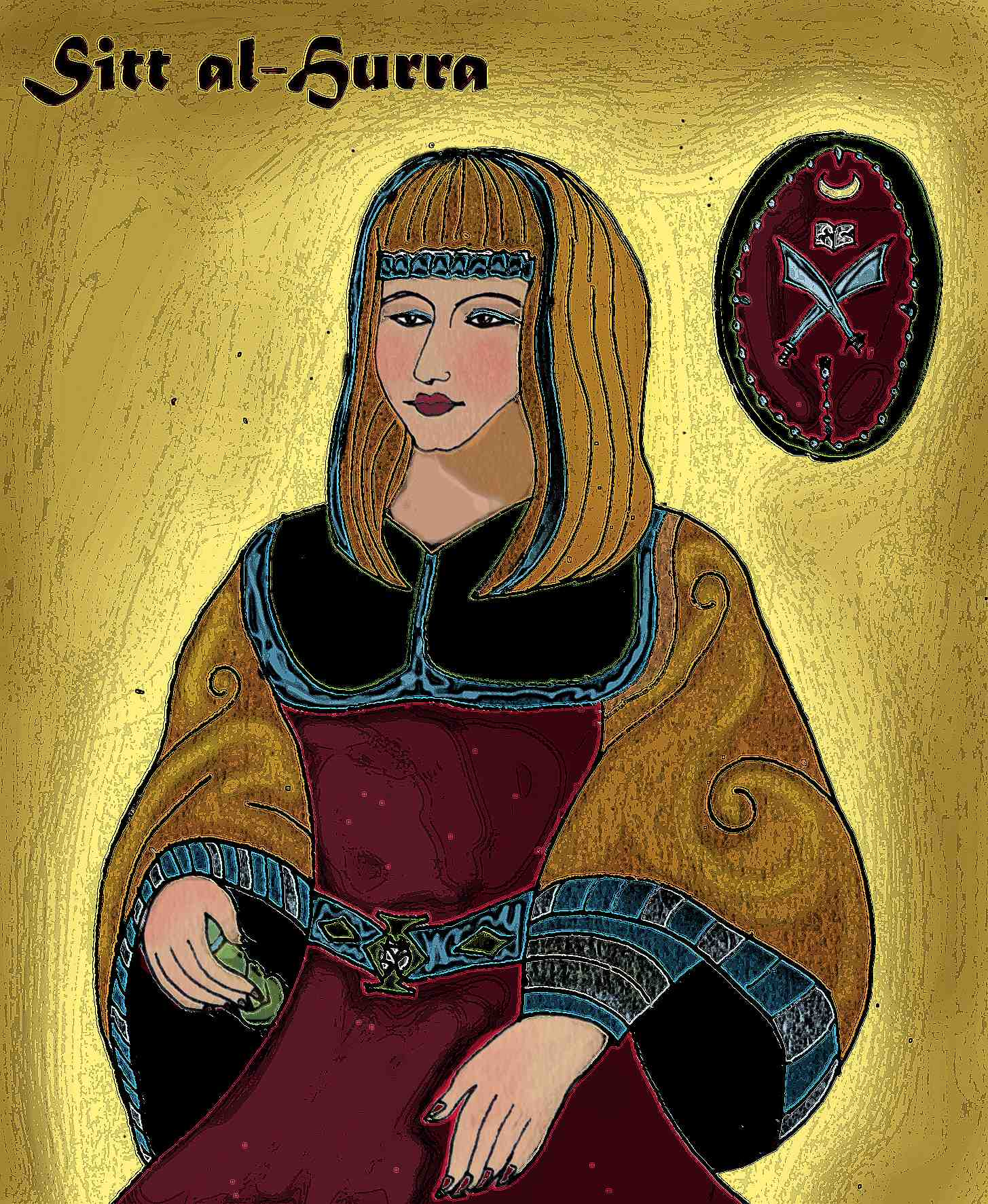
Un ritratto della Sayyida al-Ḥurra

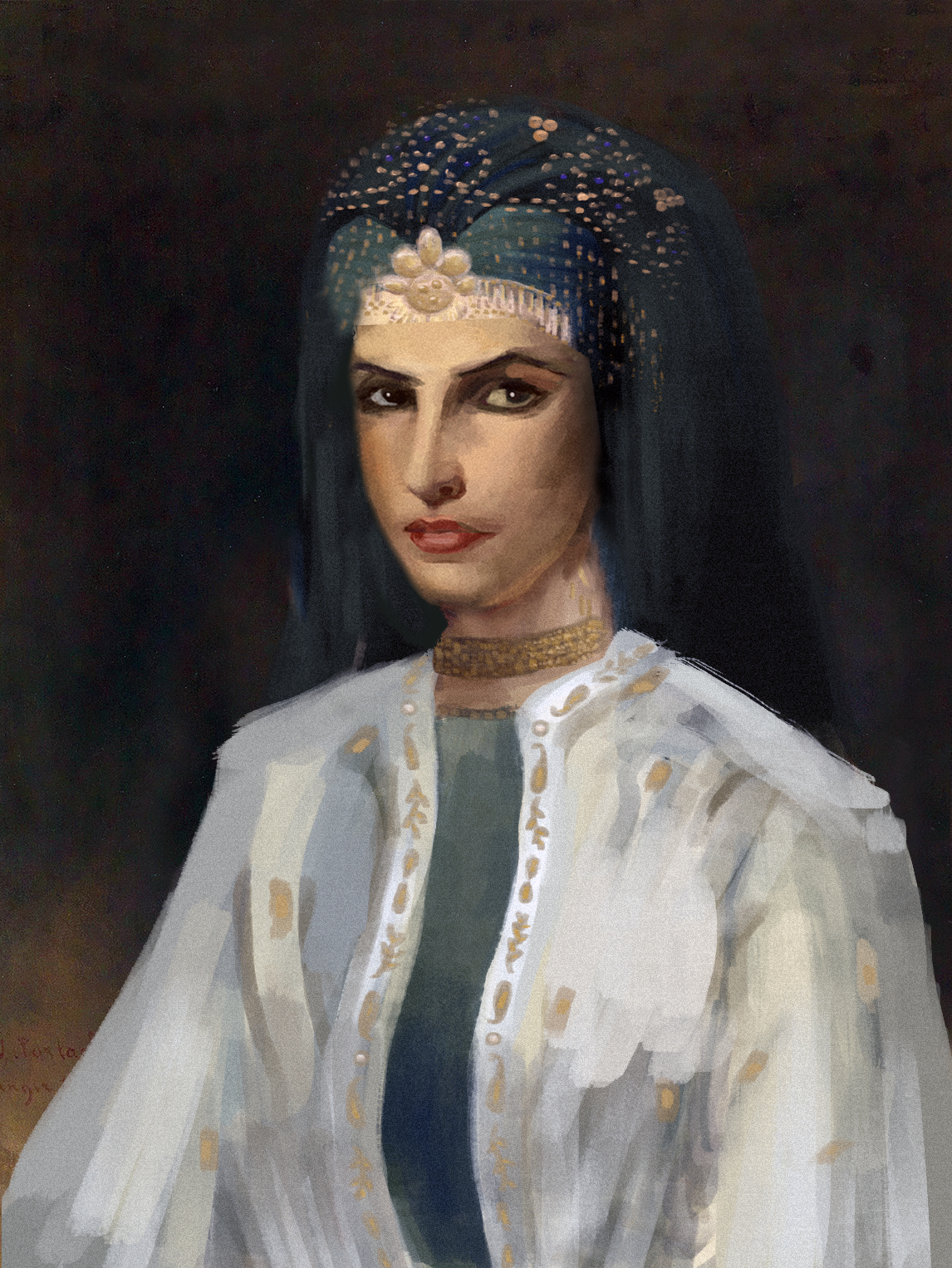
Sayyida al-Ḥurra

Sayyida al-Ḥurra (lett. "La Signora libera", nel senso di dotata di indipendenza di giudizio, ma anche "al-Sitt al-Ḥurra", col medesimo significato), fu alleata con Aruj Barbarossa, il corsaro ottomano signore di Algeri. Sayyida al-Ḥurra controllava la parte occidentale del Mar Mediterraneo, mentre Aruj Barbarossa ne controllava la parte orientale. Governò la città di Tétouan (Marocco), tanto da essere ricordata come la Ḥākimat Tetwan (Tétouan), essendo salita al potere dopo la morte del marito ʿAlī al-Manẓarī. 

In seguito sposò il sultano wattaside del Marocco Ahmad al-Wattasī, ma si rifiutò di lasciare Tétouan per contrarre il matrimonio, e fu quindi il sultano a dover lasciare la sua capitale Fès per raggiungerla nella sua città e sposarsi con lei. 
Questo matrimonio segna l'unico caso nella storia del Marocco in cui un sultano dovette spostarsi dalla sua capitale per contrarre un matrimonio.
Il titolo di al-Sayyida al-Ḥurra sottolineava la sua indipendenza da qualsiasi vincolo che potesse scaturire dalla sua condizione di donna.

## Biografia
ʿĀʾisha (o Fāṭima) nacque attorno al 1485 a Chefchaouen in una nobile famiglia di origine andalusa, i Banū Rāshid. Suo padre era lo Sharīf Mulay ʿAlī b. Mūsā b. Rāshid al-ʿAlamī, signore di Chefchaouen, discendente di Sharif Abd as-Salam al-Alami, e tramite lui di Al-Hasan ibn Ali, e sua madre era Zuhra Fernandez, una Mudéjar (cristiana convertita all'Islam).
L'infanzia di ʿĀʾisha (o Fāṭima) fu spensierata e felice, ma offuscata dal costante nostalgico ricordo della caduta di Granada. Si sposò all'età di 16 anni col generale granadino ʿAlī al-Manẓarī, un uomo di 30 anni più grande di lei e amico di suo padre, al quale era stata promessa quando era ancora bambina.

Il padre di al-Hurra, Mulay ʿAlī b. Mūsā, era stato al servizio dei Sultani Nasridi del Sultanato di Granada, e, nel 1480 - prima quindi della resa di Granada alle truppe cristiane dei re cattolici Ferdinando II di Aragona e Isabella di Castiglia nel gennaio del 1492 - aveva trovato rifugio nel Maghreb al-Aqsa con un gruppo di musulmani andalusi e di ebrei sefarditi, e lì aveva fondato la città di Chefchaouen (Shifshāwn, in arabo شفشاون‎?),che servì loro da rifugio.
Donna intelligente, assistette il marito nei suoi affari, e dopo la morte del coniuge nel 1515, fu lei a essere proclamata governante (Ḥākima) di Tétouan. Le cronache spagnole e portoghesi dell'epoca descrivono Sayyida al-Ḥurra come una "loro partner nel gioco diplomatico".
Ben presto si sposò di nuovo. Il suo sposo, il sultano wattaside del Marocco Aḥmad al-Waṭṭāsī, si recò a Tétouan per sposarla, mostrando quanto fosse spiccato il livello di indipendenza della futura moglie.
La "Signora libera" non dimenticò, né perdonò mai l'umiliazione dell'esilio forzato da Granada. A causa del suo desiderio di vendetta contro il "nemico cristiano", si dette alla guerra di corsa, alleandosi con Aruj Barbarossa di Algeri. La guerra di corsa le fornì cospicue entrate, bottino e schiavi, e contribuì a mantenere vivo in lei il sogno di tornare in al-Andalus. Divenne presto molto rispettata dai cristiani, in quanto signora che aveva un grande potere sul Mar Mediterraneo. Con lei i cristiani europei negoziavano per il rilascio dei prigionieri portoghesi e spagnoli catturati dai corsari barbareschi. Ad esempio, documenti storici spagnoli del 1540 parlano dei lunghi negoziati "tra gli spagnoli e al-Sayyida al-Hurra, dopo un'operazione di successo attuata contro Gibilterra, in cui i corsari musulmani avevano preso "molto bottino e molti prigionieri".
Presto Sayyida divenne "la leader indiscussa dei pirati del Mediterraneo occidentale".
Sayyida ebbe una vita di avventura, con forti tinte di romanticismo.

Dopo aver governato per 30 anni, fu detronizzata dal figlio nel 1542, si ritirò a Chefchaouen, dove visse per quasi 20 anni.